# Сарско
Сарско (словен. Sarsko) — поселення в общині Іг, Осреднєсловенський регіон, Словенія. Висота над рівнем моря: 433,4 м.